# Liste des conseillers nationaux du canton de Zoug
Cette page liste les représentants du canton de Zoug au Conseil national depuis la création de l'État fédéral en 1848.

## Abréviations des partis
- SGA : Alternative verte zougoise
- PCP : Parti conservateur populaire
- PDC : Parti démocrate-chrétien
- PLR : Parti libéral-radical
- PRD : Parti radical-démocratique
- PSS : Parti socialiste suisse
- UDC : Union démocratique du centre
- PES : Les Verts

Autres tendances et mouvements politiques :
- CL : Centre libéral
- CC : Conservatisme catholique
- GL : Gauche libérale

## Liste
| Nom                   | Parti   | Mandat    | Né   | Mort |
| --------------------- | ------- | --------- | ---- | ---- |
| Thomas Aeschi         | UDC     | 2011–     | 1979 |      |
| Konrad Bossard        | CC      | 1853–1859 | 1802 | 1859 |
| Andreas Brunner       | PRD     | 1967–1975 | 1923 | 1988 |
| Thomas Fraefel        | PSS     | 1975–1979 | 1923 | 2013 |
| Franz Hediger         | CC      | 1889–1896 | 1829 | 1901 |
| Wolfgang Henggeler    | CL      | 1860–1867 | 1814 | 1877 |
| Konrad Hess           | PCP     | 1947–1963 | 1908 | 2001 |
| Peter Hess            | PDC     | 1983–2003 | 1948 |      |
| Alois Hürlimann       | PDC     | 1963–1979 | 1916 | 2003 |
| Klemens Iten          | PRD     | 1896–1911 | 1858 | 1932 |
| Armin Jans            | PSS     | 1995–1999 | 1949 |      |
| Fritz Jost            | PSS     | 1943–1947 | 1903 | 1980 |
| Theodor Keiser        | CC      | 1884–1887 | 1844 | 1895 |
| Josef Lang            | SGA/PES | 2003–2011 | 1954 |      |
| Hansjakob Leutenegger | PRD     | 1999–2003 | 1944 |      |
| Karl Josef Merz       | GL      | 1867–1872 | 1818 | 1886 |
| Albert Meyer          | PRD     | 1922–1943 | 1884 | 1950 |
| Niklaus Moos          | CC      | 1878–1884 | 1844 | 1899 |
| Alois Müller          | CC      | 1887–1889 | 1821 | 1889 |
| Robert Naville        | PRD     | 1921–1922 | 1884 | 1970 |
| Bruno Pezzatti        | PLR     | 2011–     | 1951 |      |
| Gerhard Pfister       | PDC     | 2003–     | 1962 |      |
| Anton Scherer         | PDC     | 1979–1983 | 1925 |      |
| Marcel Scherer        | UDC     | 1999–2011 | 1952 |      |
| Alois Schwerzmann     | CC      | 1872–1878 | 1826 | 1898 |
| Silvan Schwerzmann    | CC      | 1848–1853 | 1800 | 1866 |
| Hermann Stadlin       | PRD     | 1911–1920 | 1872 | 1950 |
| Manfred Stadlin       | PRD     | 1947–1967 | 1906 | 1994 |
| Josef Plazid Steiner  | PCP     | 1922–1931 | 1852 | 1941 |
| Georg Stucky          | PRD     | 1979–1999 | 1930 |      |
| Josef Stutz           | PCP     | 1931–1947 | 1877 | 1848 |

## Sources
- (de) Cet article est partiellement ou en totalité issu de l’article de Wikipédia en allemand intitulé « Liste der Nationalräte des Kantons Zug » (voir la liste des auteurs).
- « Banque de données recensant les membres des conseils depuis 1848 », Parlement suisse